# 大包科瑙克
大包科瑙克（匈牙利語：Nagybakónak）是匈牙利佐洛州所辖的一个村，总面积17.94平方公里，总人口401，人口密度22.4人/平方公里（2010年1月1日）。